# Beau Nash

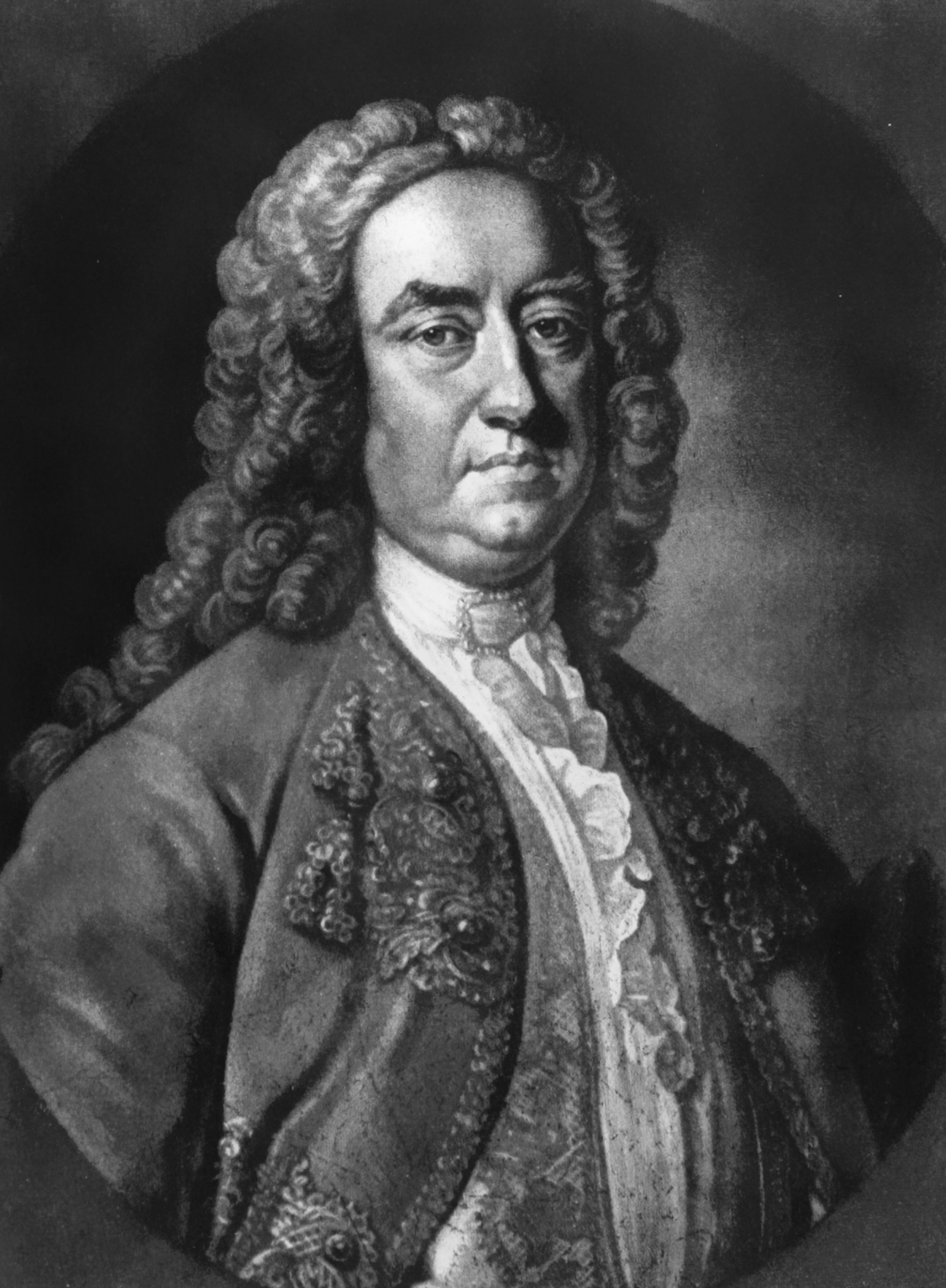
Beau Nash

Richard Nash (Swansea, 18 oktober 1674 — Bath, 3 februari 1762), beter bekend als Beau Nash, was een Engelsman met een reputatie als dandy. Hij leefde echter een eeuw eerder dan Beau Brummell. 
In 1702 werd hij "Master of Ceremonies" in de Engelse badplaats Bath. Deze – niet-officiële – positie bekleedde hij tot zijn dood. Nash heeft een grote invloed gehad op de ontwikkeling van Bath als badplaats.
Zijn optreden had ook een belangrijke invloed op de toenmalige stijve omgangsvormen in het welvarende deel van de Engelse bevolking. Hij was een publiek figuur en na zijn dood verscheen in hetzelfde kalenderjaar een biografie.
In zijn – ook humoristisch bedoelde – Rules to be Observ'd at Bath uit 1706 legde hij de etiquette vast voor zogenaamde public gatherings, oftewel: openbare bals. Hierin viel onder meer te lezen dat men pas na twee dansen van danspartner mocht wisselen. Het werd bovendien voor een dame als zeer ongepast aangemerkt om een heer een dans te weigeren, om deze vervolgens aan een andere heer toe te staan. De Rules to be Observ'd dienden als uitgangspunt voor de beschrijvingen van bals, en vooral van de gang van zaken daar, in de romans van Jane Austen.